# Panacea (revista)
Panacea es una revista editada por el Colegio Oficial de Médicos de Navarra de forma trimestral desde marzo de 1988.
Cuenta con una tirada de 5.000 ejemplares a un coste de 6 euros cada una, y aunque se distribuye gratuitamente entre los médicos colegiados navarros. Actualmente está accesible tanto en papel como de forma digital.

## Comisión científica
La revista cuenta con una comisión científica compuesta por Enrique Martínez, Jesús Repáraz, José Manuel Cenzano, Joaquín Barba,
Carlos Larrañaga, Sara Pérez, Rebeca Hidalgo, Óscar Lecea y Tomás Rubio.